# Серафим Алексиев
Серафим Алексиев е висш български православен духовник, архимандрит, и църковен писател.

## Биография
Роден е през 1912 година в Горно Броди, Сярско, със светското име Стоян Георгиев Алексиев. Учи в Софийската духовна семинария и в Старокатолическия богословски факултет в Берн, Швейцария. Преподава в продължение на десетилетия в Пловдивската и Софийската Духовна семинария, а от 1960 до 1969 година - и в Духовната академия „Свети Климент Охридски“ в София, където е доцент в катедрата по догматическо богословие. През 1940 година приема монашество, а три години по-късно е ръкоположен за йеромонах. През 1947 година е въведен в архимандритски сан и поема ръководството на културно-просветния отдел при Светия Синод в София.
Поради несъгласие с календарната промяна и с членуването на Българската православна църква в Световния съвет на църквите, през 1969 година архимандирт Серафим преустановява преподавателската си дейност и се оттегля в манастира „Покров на Пресвета Богородица“ в Княжево край София. В него той остава до края на живота си, като продължава пастирската си дейност и създава още много трудове.
На 26 януари 1993 година архимандрит Серафим умира в София.
Автор на книги за православни светци.